# Плессье, Филипп де
Фили́пп де Плессье́ (Плесси, Плессе) (фр. Philippe de Plessiez; Plessis; Plesais; Plaissie; ок. 1165 — 9 (12?) ноября 1209) — анжуйский рыцарь, великий магистр ордена тамплиеров с весны 1201 года по 9 (12) ноября 1209 года.

## Биография
Филипп родился около 1165года в замке Плессье-Мас (Plessis-Mace) и происходил из древнего анжуйского рода. В 1189 году принимал участие в Третьем крестовом походе в качестве простого рыцаря. Прибыв в Святую Землю, он близко познакомился с орденом Храма.
Его избрание в качестве главы ордена произошло в период с промежутке между январем по март 1201 года. Одной из первых его инициатив в качестве мастера было соглашение с госпитальерами по поводу проведения работ по ирригации и строительству двух мельниц по заказу графства Триполи от 17 апреля 1201 года.
После вступления в должность Филипп вступил в конфликт с царем Киликийской Армении, который занял крепость тамплиеров. В ходе расследования, проведенного папой Иннокентием III тамплиеры были изгнаны из Киликии, а их имущество конфисковано.
В 1201 году в Египте и Сирии разразилась чума, а в следующем году произошло сильное землетрясение. Восстановление городов и сел требовало мира между христианами и мусульманами. Филипп де Плессье договорился о перемирии с мусульманами, к которому отказались присоединиться рыцари-тевтонцы и госпитальеры. Эти внутренние конфликты вновь потребовали вмешательства папы.
Тамплиеры всегда имели поддержку папы (в феврале 1205 года Иннокентий III подтвердил буллу Анастасия IV Omne datum optimum), он был обеспокоен постоянными жалобами епископов и князей на действия рыцарей. В 1208 году он писал Филиппу де Плессье, напоминая ему, что послушание является одним из трех обетов, сделанных тамплиерами. Впрочем, вряд ли это предостережение было сделано всерьез: магистр активно вербовал рыцарей и увеличивал поступление пожертвований, в чём был заинтересован и Ватикан.
Филипп де Плессье умер 9 (по другим данным, 12) ноября 1209 года. Его преемником стал Гильом де Шартр.